# Saint-Urcize
Saint-Urcize is een gemeente in het Franse departement Cantal (regio Auvergne-Rhône-Alpes) en telt 527 inwoners (1999). De plaats ligt centraal op het plateau van de Aubrac en maakt deel uit van het arrondissement Saint-Flour.

## Geografie
De oppervlakte van Saint-Urcize bedraagt 54,3 km², de bevolkingsdichtheid is 9,7 inwoners per km².
De onderstaande kaart toont de ligging van Saint-Urcize met de belangrijkste infrastructuur en aangrenzende gemeenten.

## Demografie
Onderstaande figuur toont het verloop van het inwonertal (bron: INSEE-tellingen).

Vanwege een beveiligingsprobleem met de MediaWiki Graph-software is het momenteel niet mogelijk deze grafiek weer te geven. Zodra de software is bijgewerkt zal de grafiek vanzelf weer zichtbaar worden.